# Гамільтон (округ, Небраска)
Шаблон:StateAbbr_ 40°53′ пн. ш. 98°01′ зх. д. / 40.88° пн. ш. 98.02° зх. д.
Округ Гамільтон (англ. Hamilton County) — округ (графство) у штаті Небраска, США. Ідентифікатор округу 31081.

## Історія
Округ утворений 1867 року.

## Демографія
За даними перепису 
2000 року 
загальне населення округу становило 9403 осіб, зокрема міського населення було 4182, а сільського — 5221.
Серед мешканців округу чоловіків було 4687, а жінок — 4716. В окрузі було 3503 домогосподарства, 2677 родин, які мешкали в 3850 будинках.
Середній розмір родини становив 3,07.
Віковий розподіл населення поданий у таблиці:
| Стать    | До 15 років | 15-21 | 22-29 | 30-39 | 40-49 | 50-65 | 65-85 | Понад 85 |
| -------- | ----------- | ----- | ----- | ----- | ----- | ----- | ----- | -------- |
| Чоловіки | 1138        | 486   | 327   | 652   | 764   | 696   | 552   | 72       |
| Жінки    | 1062        | 406   | 320   | 615   | 780   | 721   | 660   | 152      |

## Суміжні округи
- Меррік — північ
- Полк — північний схід
- Йорк — схід
- Клей — південь
- Адамс — південний захід
- Голл — захід

## Виноски
1. ↑  US Decennial Census. US Census Bureau. Архів оригіналу за 12 травня 2015. Процитовано 8 грудня 2014.
2. ↑  Historical Census Browser. University of Virginia Library. Архів оригіналу за 11 серпня 2012. Процитовано 8 грудня 2014.
3. ↑  Population of Counties by Decennial Census: 1900 to 1990. US Census Bureau. Архів оригіналу за 27 квітня 2015. Процитовано 8 грудня 2014.
4. ↑  Census 2000 PHC-T-4. Ranking Tables for Counties: 1990 and 2000 (PDF). US Census Bureau. Архів оригіналу (PDF) за 18 грудня 2014. Процитовано 8 грудня 2014.
5. ↑  State & County QuickFacts. US Census Bureau. Архів оригіналу за 7 червня 2011. Процитовано 20 вересня 2013.(англ.) Наведено за англійською вікіпедією.
6. ↑  American FactFinder. Бюро перепису населення США. Архів оригіналу за 21 травня 2008. Процитовано 31 січня 2008.

| США | Це незавершена стаття з географії США. Ви можете допомогти проєкту, виправивши або дописавши її. |